# Иткуль (село, Челябинская область)
Итку́ль — село в Верхнеуфалейском городском округе Челябинской области России.

## География
Село находится на берегу озера Иткуль, на расстоянии примерно 22 км к северо-востоку города Верхний Уфалей, административного центра городского округа. Абсолютная высота — 289 м над уровнем моря.

## Население
| 2002 | 2010 |
| ---- | ---- |
| 136  | ↘122 |

### Половой состав
По данным Всероссийской переписи, в 2010 году численность населения села составляла 122 человек (67 мужчин и 55 женщин).
Проживают башкиры.

## Улицы
| - ул. Ленина, - ул. Лесная, - ул. Молодёжная, | - ул. Пролетарская, - ул. Советская, - ул. Школьная. |

## Религия
Мечети
- Мечеть